# Arild Hamsun
Arild Hamsun (3. maj 1914 – 16. marts 1988) var en norsk forfatter.
Han var søn af forfatterne Knut og Marie Hamsun. Under 2. verdenskrig var han frontkjemper på Østfronten og modtog Jernkorset for sin indsats. Ved retsopgøret blev han idømt halvandet års fængsel. Efter faderens død drev han gården Nørholm, hvor han også boede sammen med sin familie.

## Forfatterskab
- Ung mann kommer og går (1939)
- Askeladden i gresset (1941)
- Dager og vers (1943)
- Om Knut Hamsun og Nørholm (1961)
- Ni artikler om Knut Hamsun / ved Arild Hamsun (1976)

Han skrev også artiklen Sten Sparre Nilson og Hamsun og England i Samtiden i 1963 nr. 5.